# Список начальников Генштаба Вооружённых сил Португалии
Список начальников Генерального штаба вооружённых сил Португалии (порт.  Chefe do Estado-Maior-General das Forças Armadas (EMGFA))
1. генерал Анибал Сезар Вальдес де Пассош э Соуса — 5 августа 1950 – 6 декабря 1951
2. контр-адмирал Мануэл Ортинш Торреш де Бетанкур — 12 декабря 1951 – 9 февраля 1955
3. генерал Жулио Карлуш Алвеш Диаш Ботелью Мониз — 3 марта 1955 – 13 августа 1958
4. генерал Жозе Антониу да Роча Белеза Ферраз — 22 августа 1958 – 12 апреля 1961
5. генерал Мануэл Гомеш де Араужу — 13 апреля 1961 – 3 декабря 1962
6. генерал авиации Венансиу Аугушту Десландеш — 16 августа 1968 – 4 сентября 1972
7. генерал Франсишку да Кошта Гомиш — 5 сентября 1972 – 13 марта 1974
8. генерал Жоаким да Лус Кунья — 19 марта 1974 – 28 апреля 1974
9. генерал Франсишку да Кошта Гомиш — 29 апреля 1974 – 13 июля 1976
10. генерал Антониу душ Сантуш Рамалью Эанеш — 14 июля 1976 – 16 февраля 1981
11. генерал Нину Вириату Тавареш ди Мелу Эжидиу — 17 февраля 1981 – 18 февраля 1984
12. генерал авиации Жозе Лемош Феррейра — 1 марта 1984 – 8 марта 1989
13. генерал Антониу да Силва Озориу Суареш Карнейру — 29 марта 1989 – 25 января 1994
14. адмирал Антониу Карлуш Фусета да Понте — 21 февраля 1994 – 9 марта 1998
15. генерал Габриэл Аугушту ду Эшпириту Санту  — 17 марта 1998 – 8 августа 2000
16. генерал авиации Мануэл Жозе Алваренга де Соуза Сантуш — 12 августа 2000 – 23 августа 2002
17. адмирал Жозе Мануэл Гарсиа Мендеш Кабесадаш — 4 ноября 2002 – 5 декабря 2006
18. генерал Луиш Вашку Валенсия Пинту — 5 декабря 2006 – 4 февраля 2011
19. генерал авиации Луиш Эвангелиста Эстевеш де Араужу — 7 февраля 2011 – 7 февраля 2014
20. генерал Артур Невеш Пина Монтейру — 7 февраля 2014 – 1 марта 2018
21. адмирал Антониу Силва Рибейру — 1 марта 2018 – 1 марта 2023
22. генерал Жозе Нунеш да Фонсека — 1 марта 2023 по н.вр.